# Bohse

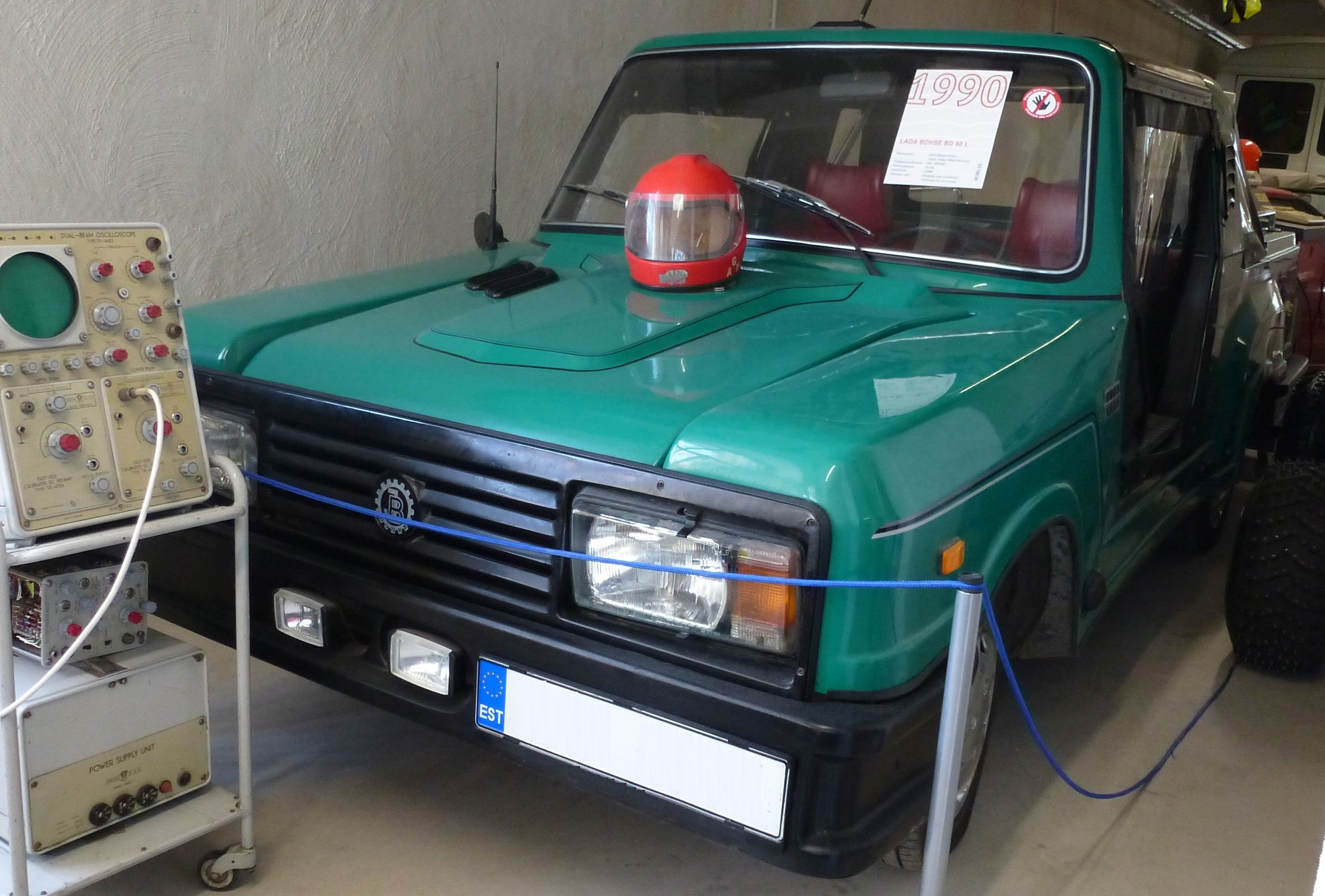
Bohse EuroStar

Bohse Automobilbau GmbH — немецкий производитель автомобилей, базирующийся в Дёрпене (Эмсланд, Нижняя Саксония). Основатель и владелец компании — Иоганн Бозе (нем. Johann Bohse). В 1987—1989 годах Bohse производила автомобили EuroStar на базе ВАЗовских моделей.

## Описание
Основатель компании Иоганн Боозе был высококвалифицированным кузнецом и прежде чем заняться автомобилями, владел компанией по производству сельскохозяйственной техники. Первоначально Bohse Automobilbau производила Ems Blitz, комплекты для доработок VW Golf MKI, позволявшие самостоятельно превращать подержанные Гольфа в прогулочные машины. Позднее компания наладила выпуск автомобилей Bohse Sprinter на базе Volkswagen Golf I. Всего было выпущено 30 автомобилей на базе Golf 1.
В конце 1980-х годов компания стала выпускать автомобили Bohse EuroStar, изначально представлявшие собой Lada 2105, которая была переделана в открытый автомобиль для отдыха с нестандартным кузовом из стеклопластика. В EuroStar нет дверей, вместо них используются большие тканевые панели. Заднего стекла также нет, так как оно заменено съёмной тканевой панелью. EuroStar оснащен двумя съёмными крышами тарга, удерживаемыми резиновыми лентами, а также кузов пикапа и небольшой закрытый багажник сзади. Механически EuroStar использует ту же ходовую часть, что и Lada. И EuroStar, и Sprinter имеют один и тот же кузов с единственным внешним отличием, заключающимся в фарах и задних фонарях, поскольку задние фонари Sprinter позаимствованы у Volkswagen LT. 
У него не было дверей, вместо них по бокам и сзади имелись тканевые панели с фольгированными стеклами и каркасом безопасности. Кроме того, он имел две съёмные крыши, которые также были изготовлены из стеклопластика. Основные технологии Lada были сохранены. Всего было построено 200 автомобилей Eurostar на базе Lada. Обе версии имели одинаковый кузов из стеклопластика, отличались только фары и задние фонари. Автомобиль рекламировался как прокатный автомобиль для работы, хобби и туристов. Большинство построенных автомобилей оказались в более теплых странах европейского Средиземноморья.
В 1990-е годы на заводе Bohse выпускалась версия Lada Samara (модельный ряд 2108) с кузовом ландо — своеобразный полукабриолет с жёстким верхом над водителем и передним пассажиром. Вначале автомобиль продавался производителем как Bohse Safari, а позже, после того, как Lada выкупила права, в Германии он продавался через немецкую дилерскую сеть Lada под названием Lada Samara Fun. Всего было построено около от 2000 до 3200 автомобилей Bohse Safari и Lada Samara Fun.
Также компания производила автомобиль Bohse Hyundai Pony Cabrio на базе Hyundai Pony 3d (10 штук).
Производство Bohse Automobilbau GmbH было прекращено в 1996 году из-за преклонного возраста управляющего директора и неясности с его преемником. Оставшиеся автомобили — около 50 — были проданы по цене около 7000 немецких марок за машину.